# Рекомендоване поштове відправлення

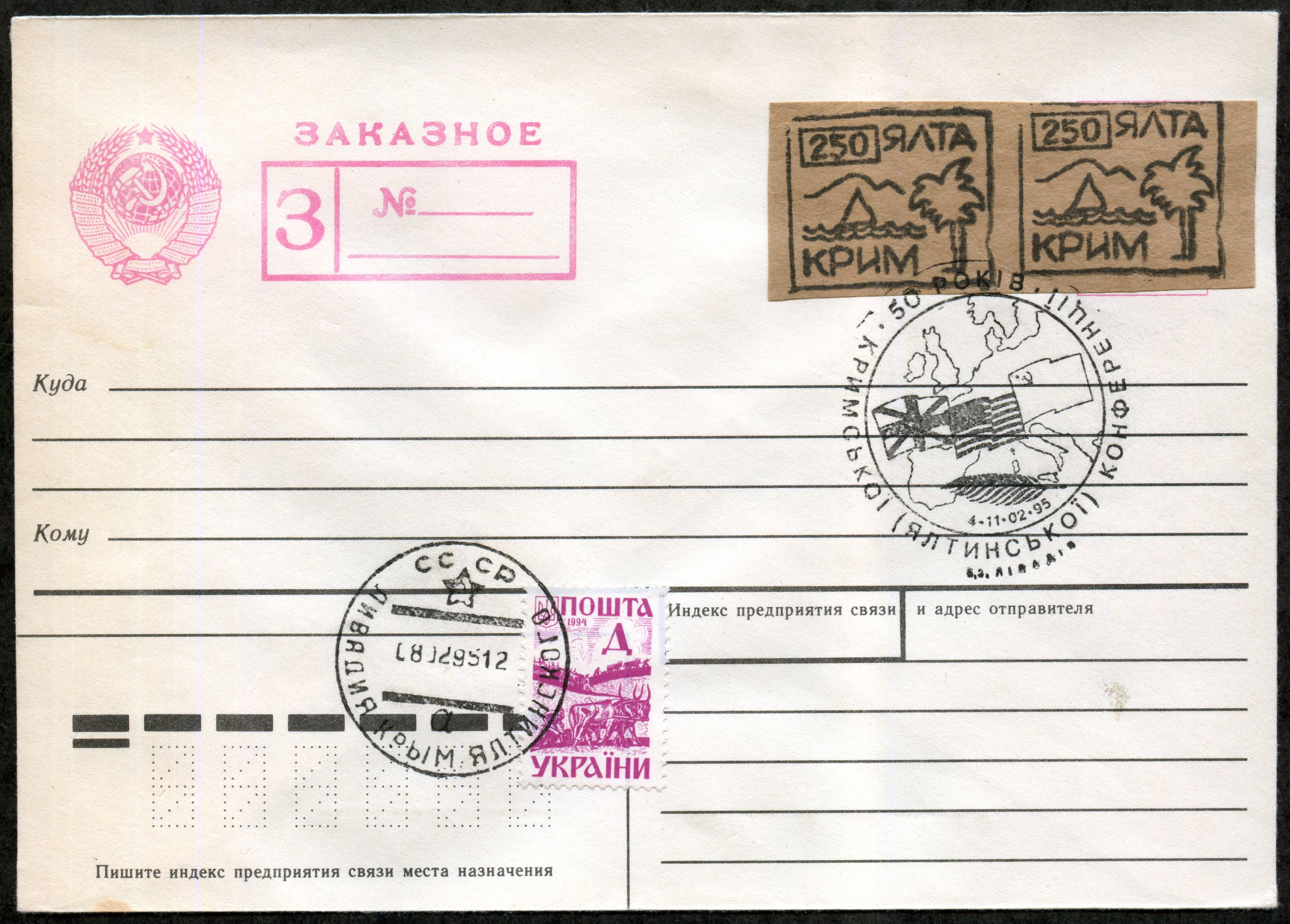
Конверт рекомендованого листа

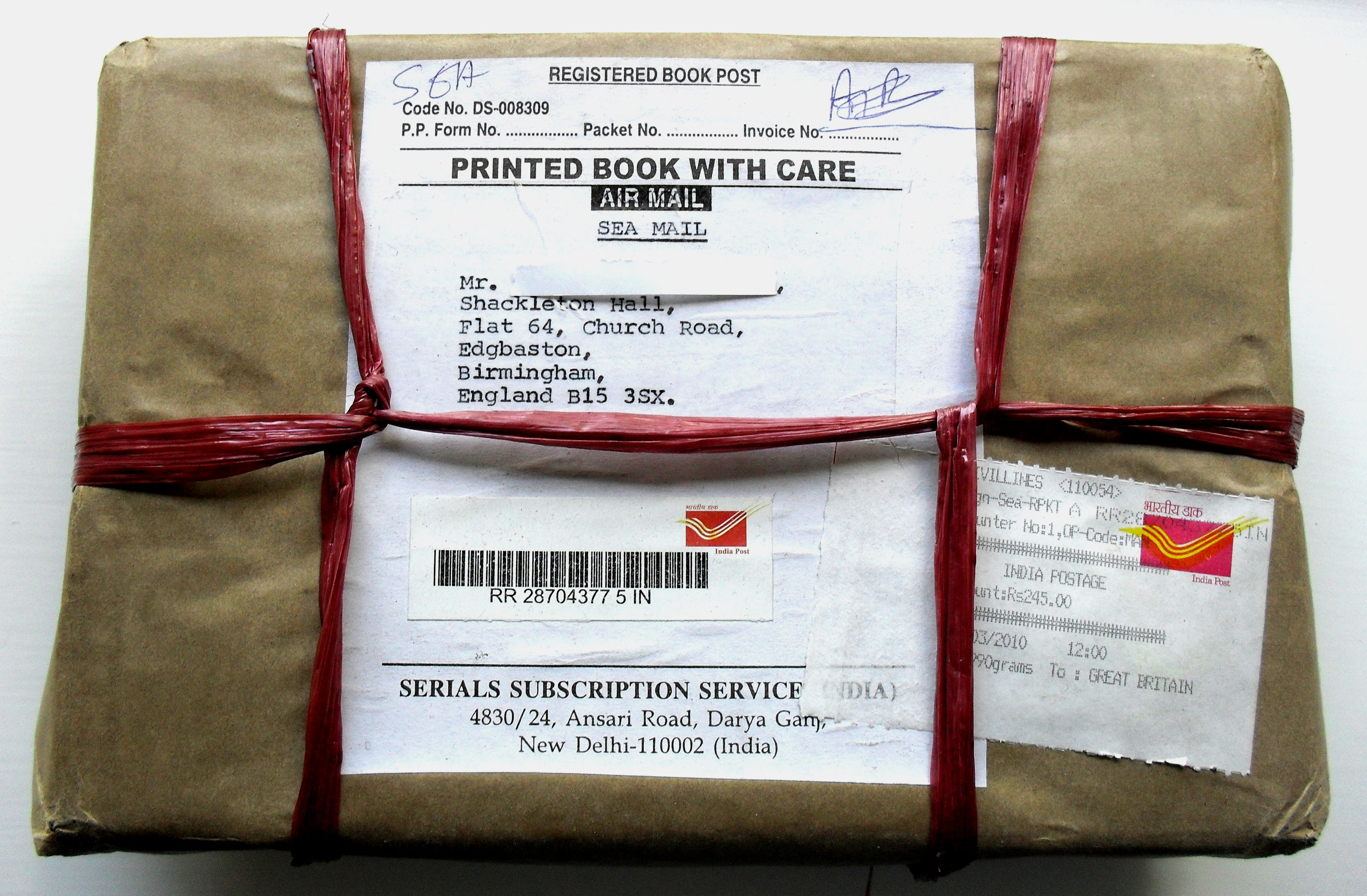
Рекомендована бандероль

Рекомендоване поштове відправлення — реєстроване поштове відправлення (лист, листівка, бандероль, секограма, дрібний пакет, мішок «М»), що приймається для пересилання без зазначення суми оголошеної цінності вкладення з видачею відправникові розрахункового документа про прийняття і вручається адресатові під розписку. Пересилається авіа чи наземним шляхом.
Переваги у порівнянні із звичайним поштовим відправленням:
- наявність підтвердження подання відправлення (квитанція);
- приписка до виробничих документів по всьому шляху проходження (можливість пошуку);
- матеріальне відшкодування у разі втрати (пошкодження);
- підтвердження вручення (під розпис) та ін.

## Строк зберігання
Реєстроване поштове відправлення безоплатно зберігається в приміщенні об'єкта поштового зв'язку протягом п'яти робочих днів об'єкта поштового зв'язку після надходження відправлення. За кожен наступний день зберігання реєстрованого поштового відправлення з одержувача стягується плата за зберігання такого відправлення відповідно до тарифів, установлених оператором поштового зв'язку.
При цьому день надходження реєстрованого поштового відправлення до об'єкта поштового зв'язку та день вручення не враховуються.